# Pondo poweri
Pondo poweri là một loài chân đều trong họ Porcellionidae. Loài này được Barnard miêu tả khoa học năm 1937.